# Derek Mills
Derek Bruce Mills (ur. 9 lipca 1972 w Waszyngtonie) – amerykański lekkoatleta specjalizujący się w długich biegach sprinterskich, mistrz świata z Göteborga (1995) oraz mistrz olimpijski z Atlanty (1996) w biegach sztafetowych 4 x 400 metrów.

## Sukcesy sportowe
- mistrz NCAA w biegu na 400 m – 1994[1]
- halowy mistrz Stanów Zjednoczonych w biegu na 400 m – 1997[2]

| Rok  | Miasto   | Zawody                      | Konkurencja                      | Wynik                  |
| ---- | -------- | --------------------------- | -------------------------------- | ---------------------- |
| 1990 | Płowdiw  | mistrzostwa świata juniorów | sztafeta 4 x 400 m bieg na 400 m | złoty medal 5. miejsce |
| 1995 | Göteborg | mistrzostwa świata          | sztafeta 4 x 400 m               | złoty medal            |
| 1996 | Atlanta  | letnie igrzyska olimpijskie | sztafeta 4 x 400 m               | złoty medal            |
| 1996 | Mediolan | finał Grand Prix IAAF       | bieg na 400 m                    | 3. miejsce             |
| 1997 | Paryż    | halowe mistrzostwa świata   | bieg na 400 m                    | 5. miejsce             |

## Rekordy życiowe
- bieg na 400 metrów – 44,13 – Eugene 04/06/1995
- bieg na 400 metrów (hala) – 45,59 – Atlanta 04/03/1995